# Vippvallmor
Vippvallmor (Macleaya) är ett släkte av vallmoväxter. Vippvallmor ingår i familjen vallmoväxter.
Kladogram enligt Catalogue of Life:
| Vippvallmor | \| \| vippvallmo \| \| \| \| \| \| Macleaya microcarpa \| \| \| \| |
|             | \| \| vippvallmo \| \| \| \| \| \| Macleaya microcarpa \| \| \| \| |
|             | vippvallmo                                                         |
|             |                                                                    |
|             | Macleaya microcarpa                                                |
|             |                                                                    |

## Bildgalleri

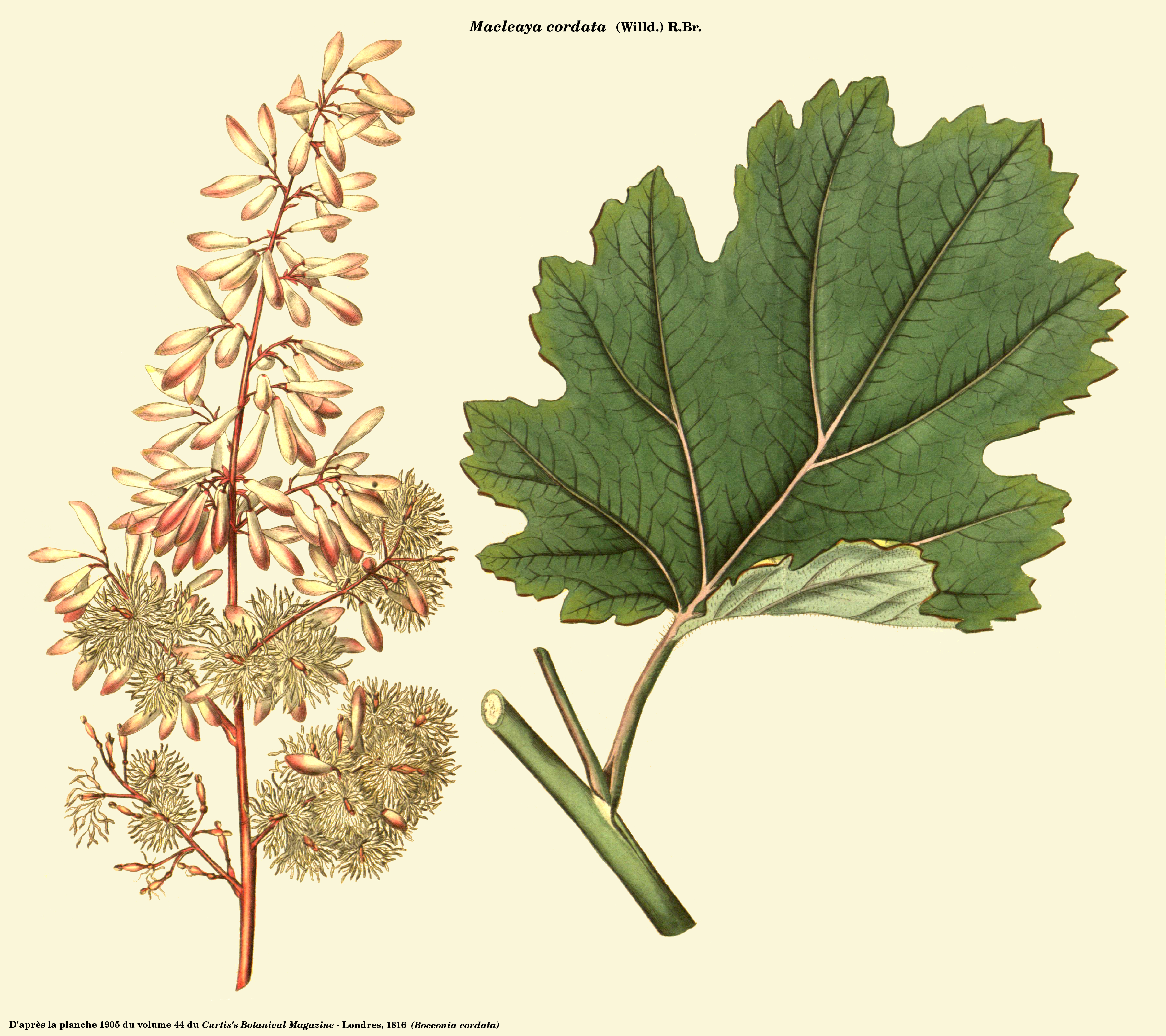
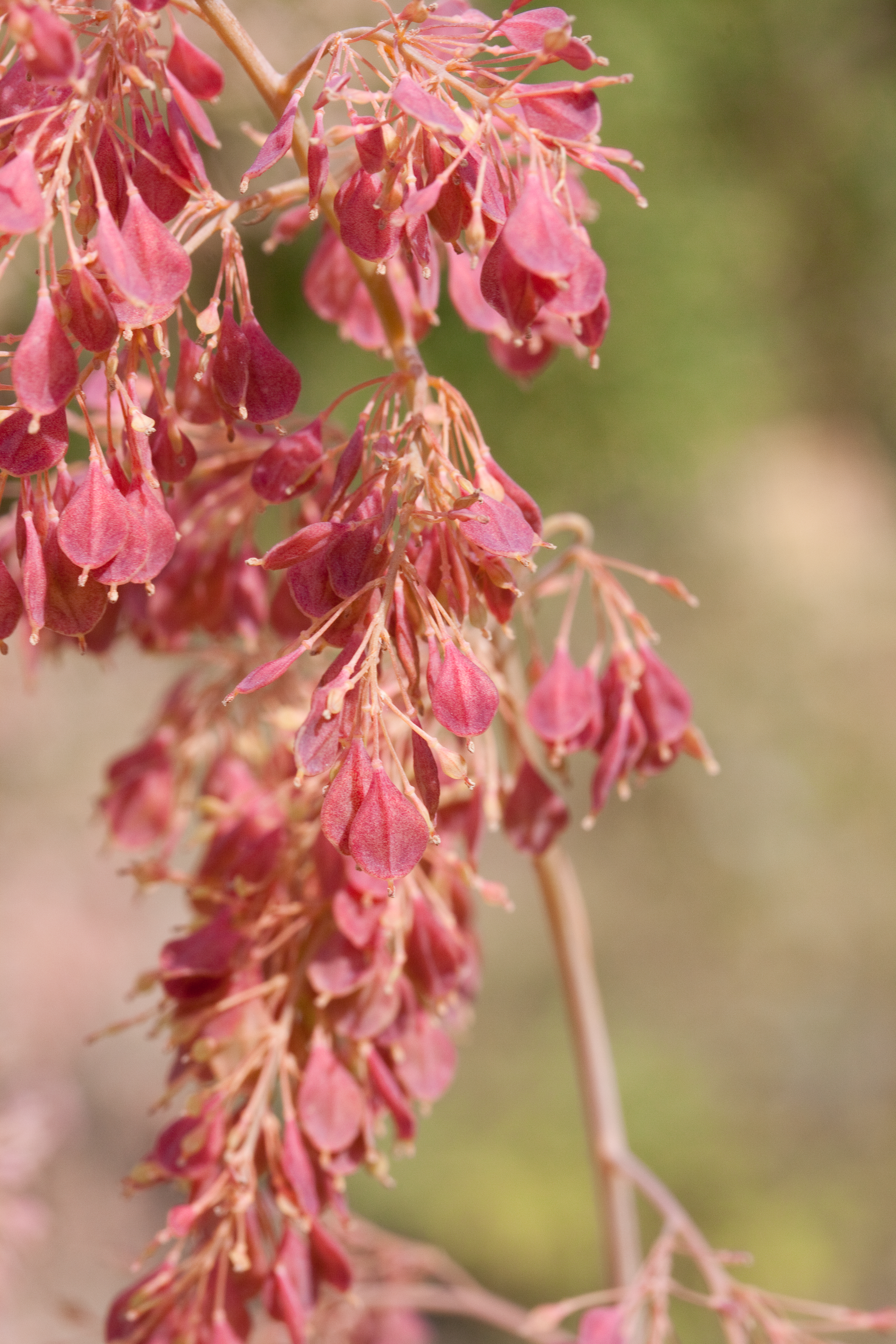
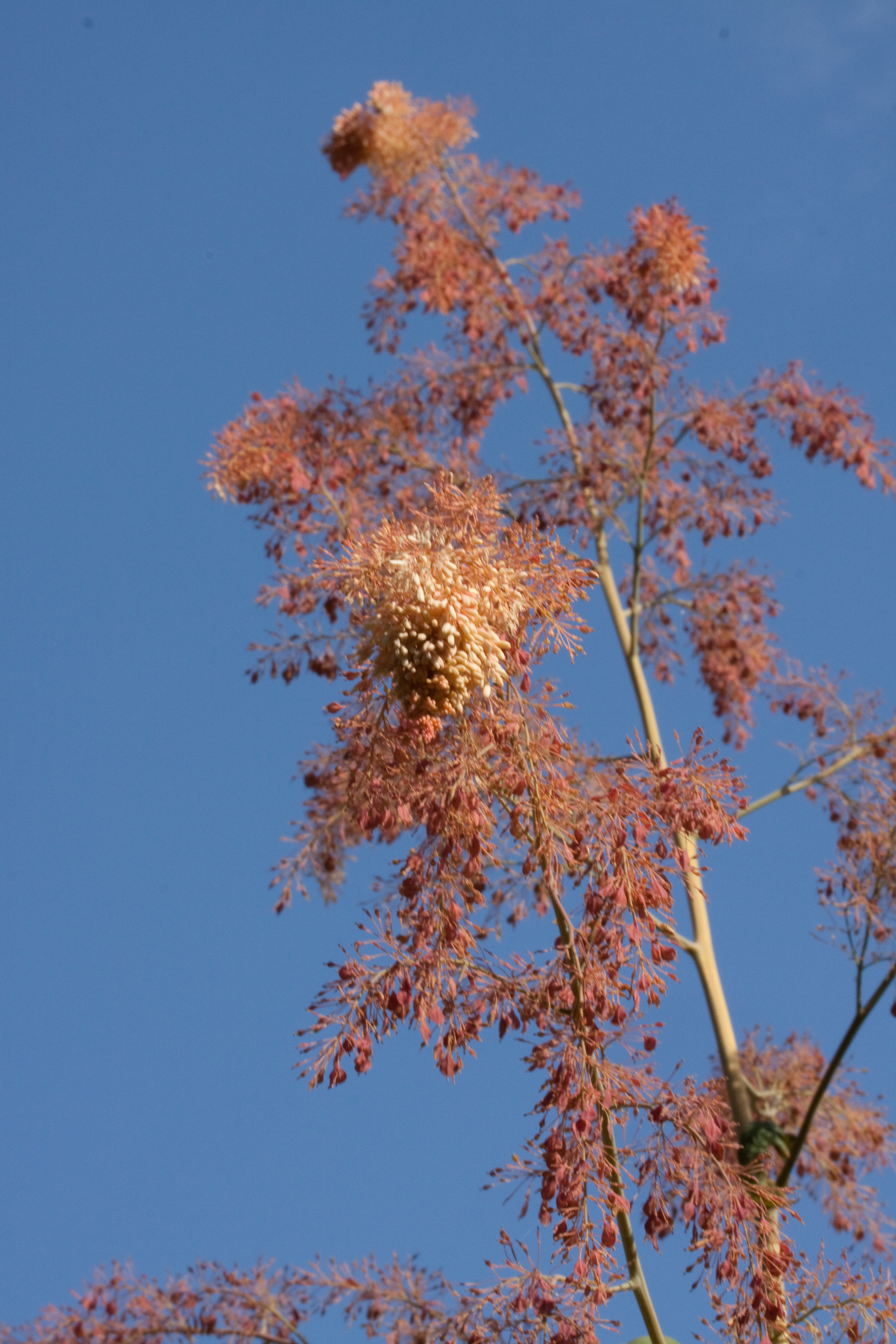
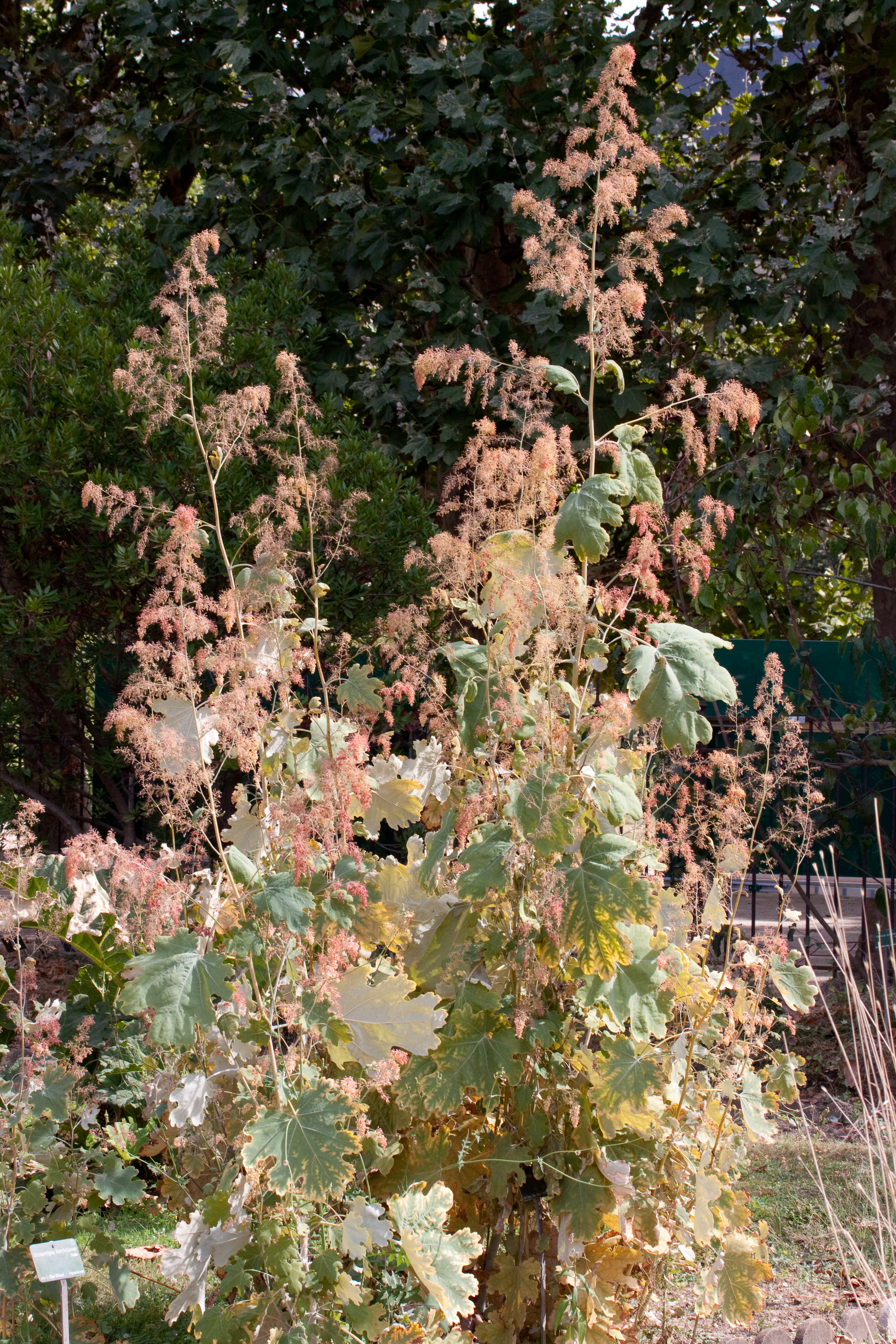
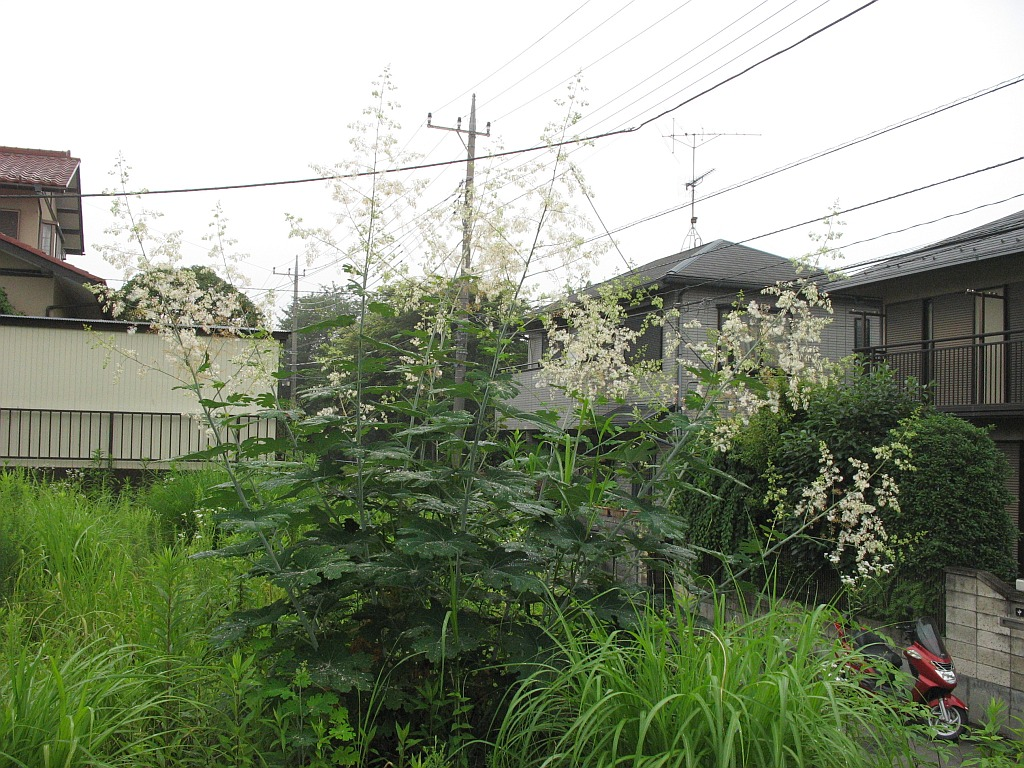
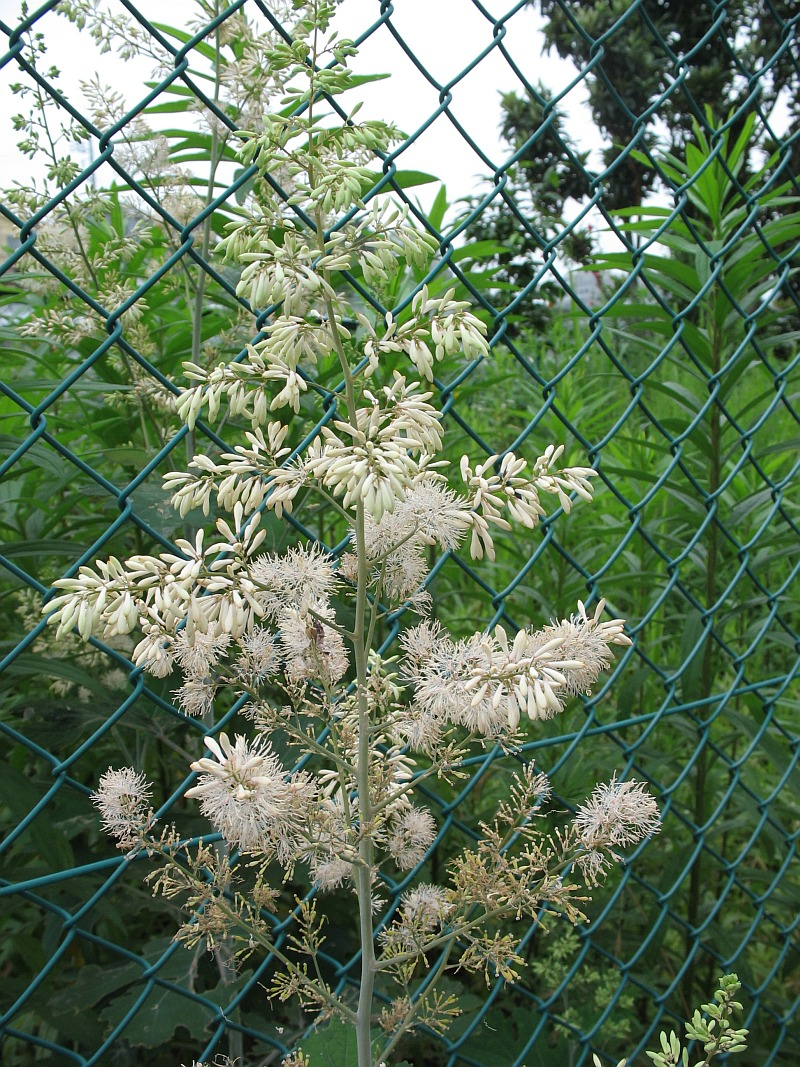